# XTE J1650-500
XTE J1650-500是一个位于天坛座的恒星质量黑洞候选者，它位于一个双星系统中，其伴星是正常恒星，两者互相围绕旋转一周的周期为0.32天。
在2008年的一项研究认为XTE J1650-500的质量只有太阳质量的3.8±0.5倍，使它成为已知质量最小的黑洞。但之后的研究推翻了这个结论，现在一般认为它的质量为5-10个太阳质量。